# Шапиро, Абрам Генрихович
Абра́м (Авраа́м) Ге́нрихович Шапи́ро (1927, Луганск, СССР — 1995, Москва, Российская Федерация) — советский архитектор.

## Биография
Абрам Генрихович Шапиро родился в Луганске. Окончил Московский архитектурный институт (МАРХИ) в 1952 году. Работал в мастерской Н. А. Остермана, в институте «Моспроект», затем — в «Моспроекте-2». В 1971 году возглавил мастерскую № 2 управления по проектированию Образцово-перспективного жилого района. Лауреат многих архитектурных конкурсов.

## Основные работы в Москве
- Серия 8-этажных домов 1-801 (с соавторами)[3]
- 9-й квартал Новых Черёмушек (в составе коллектива)[3]
- Типовой проект дома престарелых гостиничного типа[3]
- 9-этажные жилые дома на Большой Бронной улице и в Большом Козихинском переулке[3]
- 13-этажные жилые дома на Большой Бронной улице и на Спиридоновке (так называемый «ромбик»)[3]
- 16-этажные жилые дома в Малом Власьевском переулке, Большом Девятинском переулке, на Большой Бронной улице[3]
- Жилой дом на улице Вересаева[5]
- Образцово-перспективный жилой район Северное Чертаново (1970-е годы, в составе коллектива, Премия Совета Министров СССР)
- Жилой дом на Осенней улице («Чазовский дом») в Крылатском (1974—1986)
- Административно-жилой дом посольства МНР[3]
- Реконструкция посольства Ливии[3]
- Здание РИК Советского района[3]
- Олимпийский конноспортивный комплекс «Битца» (1976—1979)[6][3]

## Награды
- Медаль «За трудовое отличие» (1977) — за успешное выполнение заданий первого года 10-й пятилетки и принятых социалистических обязательств[1]